# Банат у средњем веку
Банат у средњем веку је хронолошки приказ историје хиљадугодишњег раздобља ове војвођанске области од 5. до 15. века, данас у саставу Србије Румуније и Мађарске. Ова област као територијална целина под називом Банат није постојала током средњег века, па је помало „нереално” користити овај назив у свом данашњем значењу, за овај историјски период. Међутим како се већина географа и историчатра слаже да назив Банат, води порекло из позног средњег века, за област између Дунава—Тисе—Мориша—Ердеља може се сматрати да је назив Банат прихватљив за ову област у средњем веку.
Делови јужног и југозападног Баната у средњем веку припадали су Торонталској, Ковинској и Крашовској жупанији, а источно и североисточно од њих, у великом луку од Кикинде до Дунава код Турн Северина и Оршаве, простирала се Тамишка жупанија, која се граничила са наведене жупаније. Најсевернији део данашњег Баната улазио је у састав Чанадске и Арадске жупаније.
Од средине 14. века, жупан неких од наведених жупанија најчешће је био северински бан, што је постало пракса током 15. века, када је одупирање турском притиску на границама изискивало организовање што ефикаснијег, обједињеног одбрамбеног система. У том период име Северинског Баната проширило се и на подручје ових жупанија и у измењеном облику опстало до данашњих дана.

## Банат у раном средњем веку (5. до 11. век)
Досељавањем у другој половини 6. века, Словена и Авара у Карпатско-панонски басен територија данашњег Баната налазила се под влашћу Аварског каганата. Као периферна област Аварске државе, Банат је био насељен претежно словенским земљорадничким становништвом, и остацима сарматског и гепидског становништва, заосталог из времена Сеобе народа.
Ратовима вођеним у периоду од 791—803. године Карло Велики уништио је Други аварски каганат, након чега су подручја источно од реке Тисе наредних деценија биле у саставу бугарске државе.
Најзначајније промене у Карпатско-панонском басену, и околним областима источне и јужне Европе, догодиле су се након досељавање Мађара 895 и 896. године. Мађари су подручје Баната и Поморишја освојили победом над бугарским поглаваром Гладом. 
Након досељавања Мађара, на простор данашњег Баната живело је заједно мешовито словенско и мађарско становништво. Мађарско становништво се све до друге половине 11. века претежно бавило номадским начином живота (пре свега сточарством, нарочито узгојем коња), боравећи лети у шаторима, а зими у полуземуницама, док је седелачка словенска популација обрађивала земљу и живела у малим насеобинама сачињеним од полуземуница укопаних у лесним гредама на планинским деловима Баната, дуж обала река или ритова.
Присуство Словена на простору равничарског дела Баната потврђују; бројни археолошки артефакти и средњовековна топонимија, груписана око Тисе и Дунава и других река. На то указују и имена насеља из 13. и 14. века сачувана на територији планинског Баната, нарочито његовог јужног дела који данас већим делом припада Румунији, као доказа о постојању словенског живља на тим просторима.
Бројни археолошки материјали, са више локалитета у Банату такође сведоче о присуству Мађара на територији Баната, њиховој првобитној племенској организацији, али и о другим етничким групама присутним у овим крајевима у средњем веку (Алани, Секељи, Кумани, Печенези, Руси — Варјази).
- Словени у Банату у 6. веку
- Словени у Банату од 6. до 10. века
- Гладова кнежевина у Банату у 9. веку
- Ахтумова кнежевина у Банату почетком 11. века

Вишедеценијским процесом преображаја мађарског паганског, номадског и ратничког друштва у хришћанско феудално друштво и стварање угарске државе трајали су дуго, а започели су у другој половини 10. века, након престанка мађарских пустошећих напада на западну Европу (955. године) и балканске земље (970. године).
Пресудне кораке на стварање државе и преображај мађарског друштва пресудан значај имао је Стефан I Угарски (997—1038), први угарски краљ из династије Арпада, крунисан 1000. године, који се због своје државотворне делатности сматра светим заштитником Угарске.
Под своју власт Стефан I Угарски потчинио је и последње независне, или полузависне поглавице и њихове територије. Међу њима и Ахтума (Ајтоња). 
С краја 11. века, након што је учврстила своју власт, Угарска је почела да води освајачку спољну политику, која се наставила у 12. веку

## Банат у развијеном средњем веку (12 до 14. век)
Почетак 12. века обележила је борба Угарске краљевине за превласт у Подунављу са оснаженом Византијом под Комнинима. Византијско-Угарски рат вођен у периоду 1127—1129. водио је краљ Стефан II и у њему продро скоро до Пловдива, да би главно поприште борби потом било премештено у пограничне крајеве дуж Дунава и Саве, укључујући и просторе јужног Баната. У контра офанзиве, коју је потом спровео цар Јован II Комнин након преласка Дунава, поразио је угарску војску на реци Караш код Храма и освојио овај град, али је и поред тога граница дуж Саве и Дунава остала непромењена након ових сукоба.
Током наредног византијско-угарског рата 1151. године, пошто је цар Манојло Комнин освојио Земун и разорио Срем, део византијске војске на челу са Борисом, сином краља Коломана,  из Браничева је прешао преко Дунава и долином Тамиша највероватније доспео до гоњег тока ове реке, пустошећи све за собом. Након вести о приближавању краља Гезе II Борис се повукао на византијску територију.
Јужни Банат је дуги низ година био база за угарске нападе на византијска подручја, нпр. 1154. године, када су Угари прешли Дунав и опседали Браничево. Након смрти краља Гезе II (1162) започеле су трвења унутар династија у Угарској, што је искористио византијски цар. Подржавајући Гезиног брата Стефана IV против синовца, Стефана III, пружио је свом новом штићенику војну помоћ да освоји Храм, одакле је он безуспешно покушавао да придобије угарске великаше за своју ствар. После ових дешавања извесно време су војне операције заобишле подручја Баната, јер су византијске офанзиве у рату вођеном од 1164 до 1167. године биле уперене према Срему и јужној Бачкој.
Нагло слабљење Византије после смрти цара Манојла Комнина (1180) омогућило је Угарској да преузме иницијативу у Подунављу. У ратовима од 1182 до 1183. године, Угарски краљ Бела III (1173—1196), савезник Стефана Немање, освојио је од Византије Београд, Срем и Браничево. Освојене области краљ Бела препустио је Царству као мираз своје кћери Маргарите која се удала за цара Исака II Анђела.
С краја 12. и почетком 13. века краљеви Емерик (1196—1204) и Андрија II (1205—1235) уз подршку папства, водили су, офанзивну политику према јужним и источним суседима Угарске, од Босне, преко Србије и Бугарске, до Галиције.